# خوان د هررا
 خوان د هررا (انگلیسی: Juan de Herrera؛ ۱۵۳۰ – ۱۵ ژانویهٔ ۱۵۹۷) یک معمار اهل اسپانیا بود.

## نگارخانه

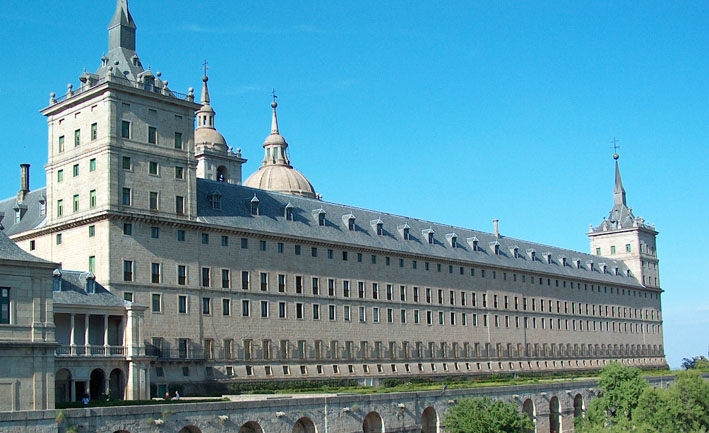
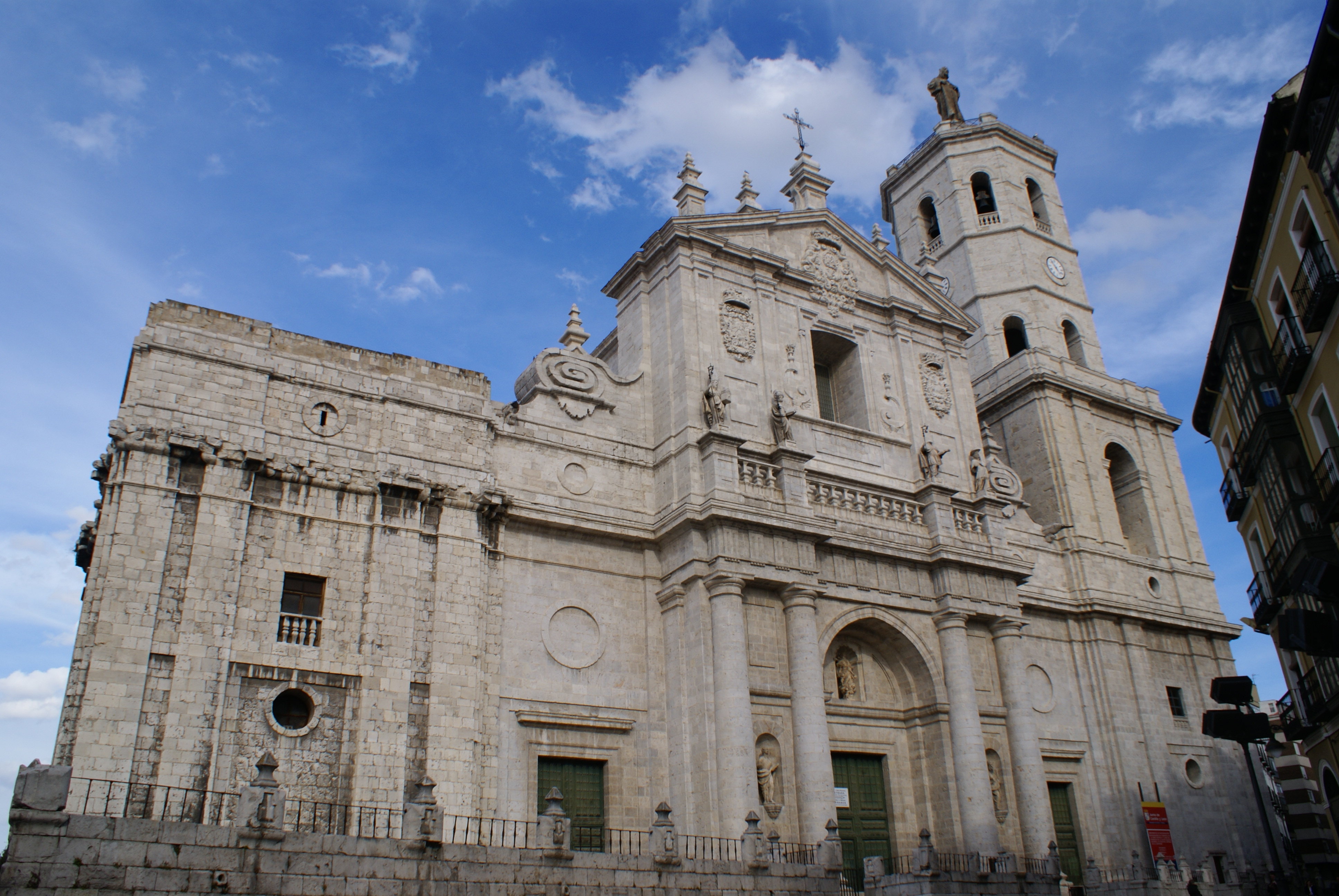
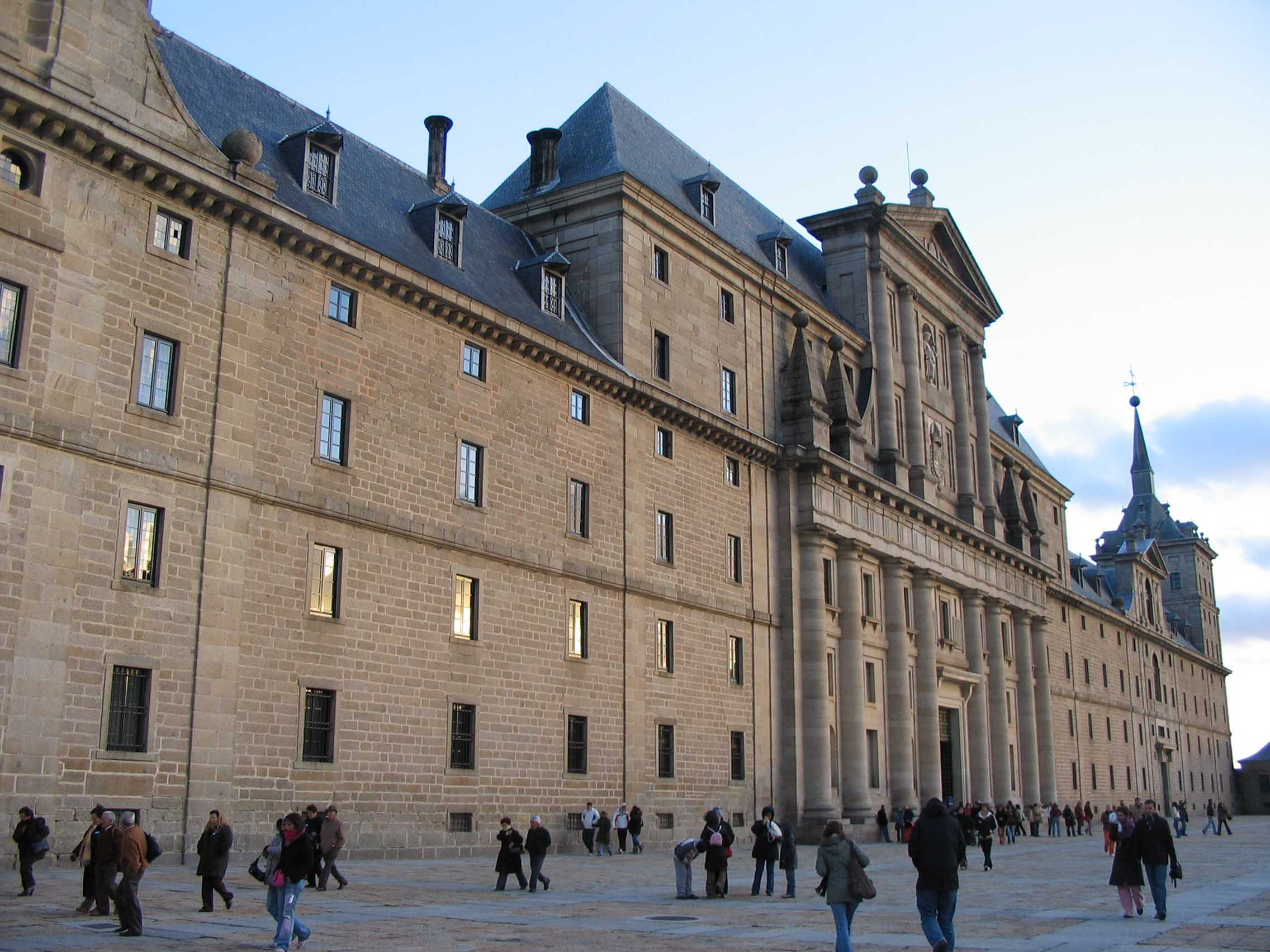
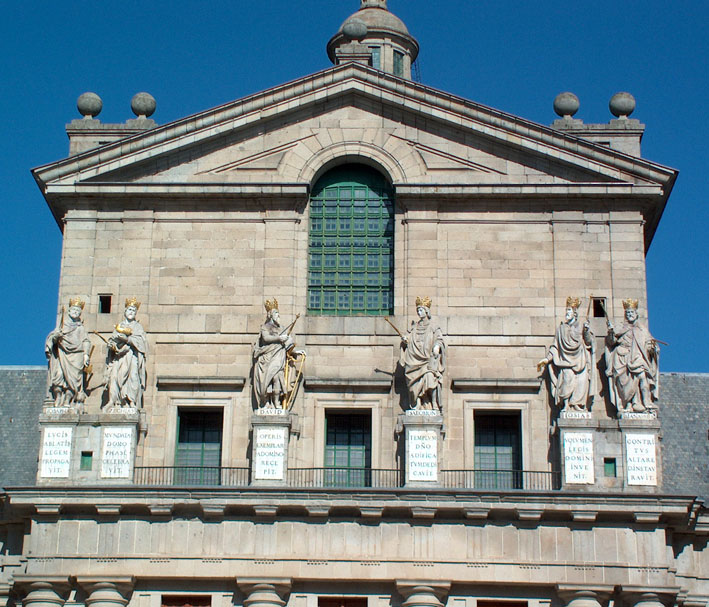
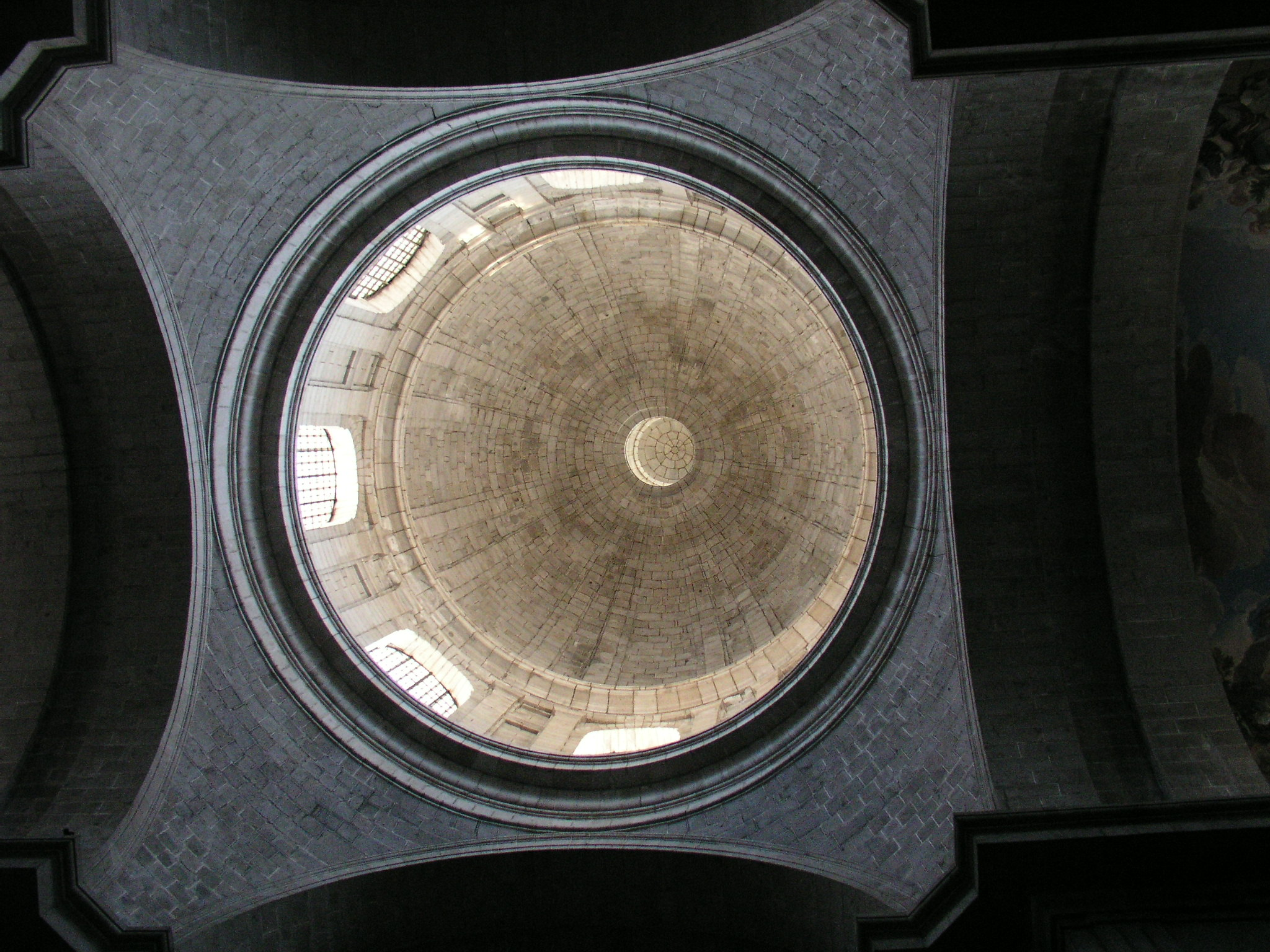
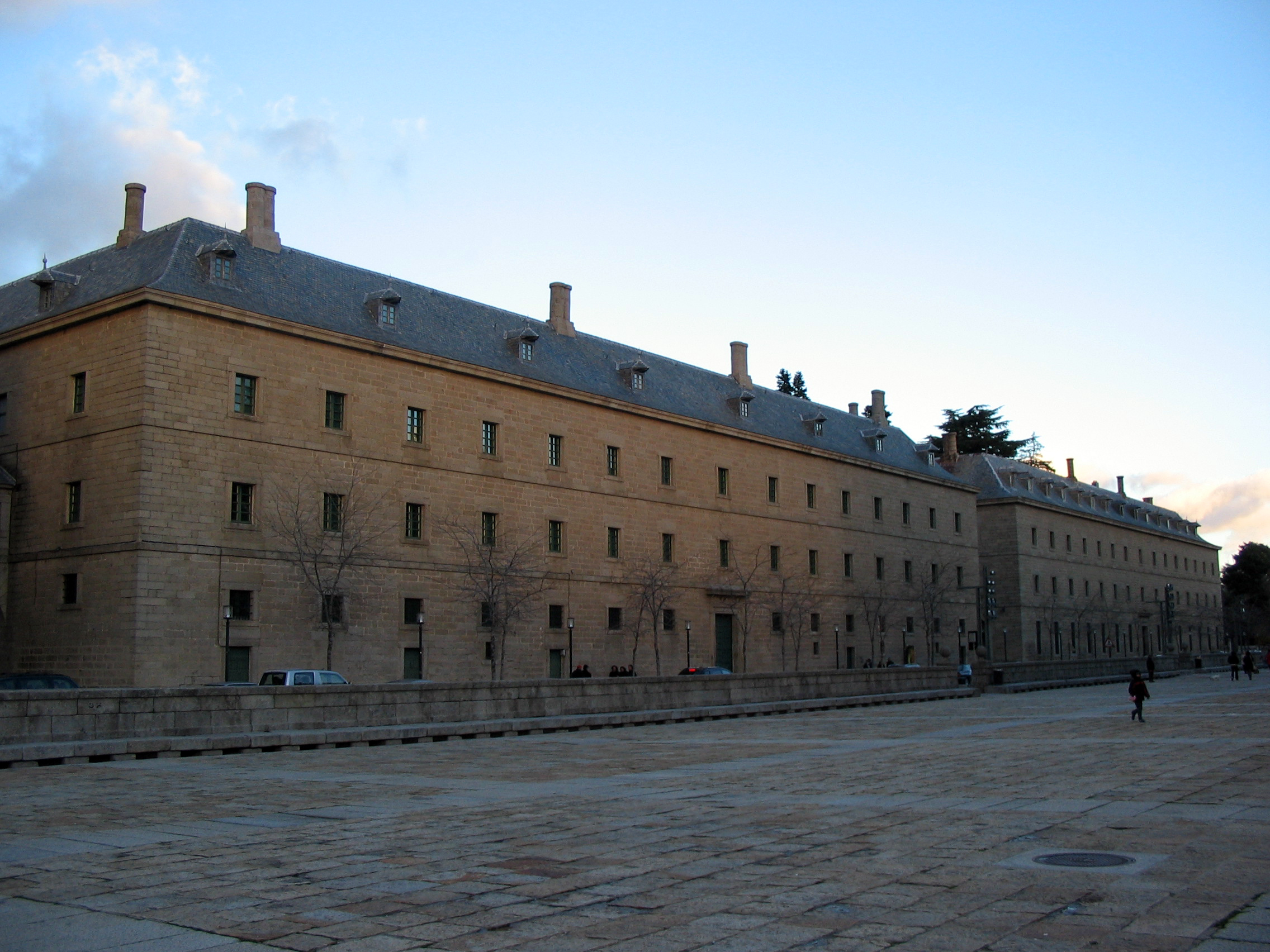
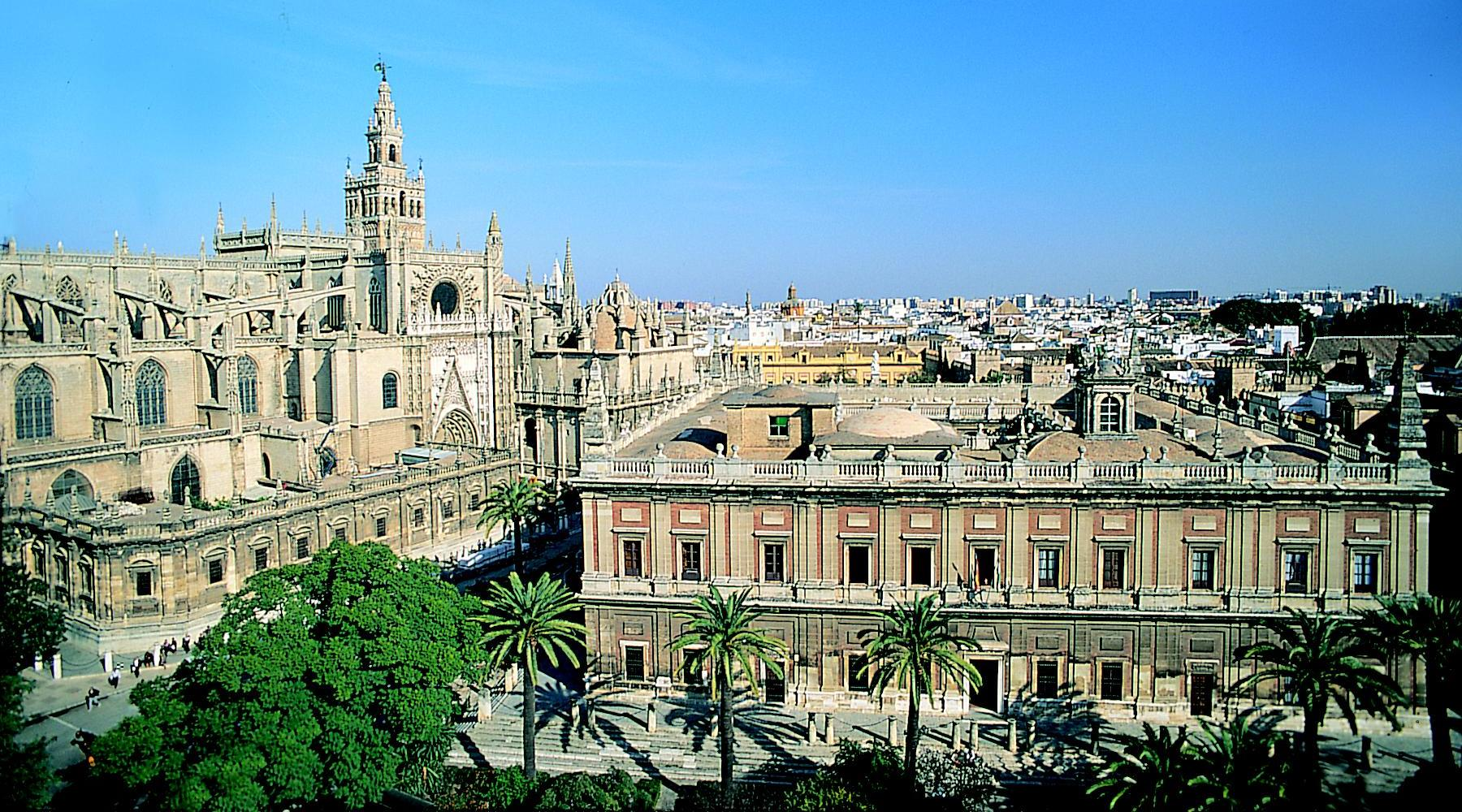
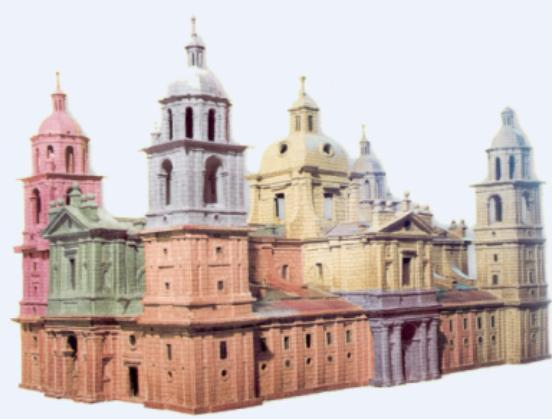